# Grecia (telenovela)
Grecia fue una telenovela argentina que se comenzó a emitir en el mes de marzo de 1987 por Canal 13. Fue producida por Raúl Lecouna. Protagonizada por Grecia Colmenares y Gustavo Bermúdez. Coprotagonizada por Silvia Kutika, Pablo Codevilla, Claudio Gallardou y Érika Wallner. Antagonizada por Enrique Liporace y María Socas. También, contó con las actuaciones especiales de Claudia Rucci y la primera actriz María Concepción César. Y las participaciones de Elizabeth Killian e Ignacio Quirós como actores invitados.

## Argumento
La historia fue una versión moderna del clásico cuento de la Cenicienta, el clásico cuento.  Grecia, una joven bella e inocente, es criada en un orfanato de monjas tras quedar huérfana por la misteriosa muerte de sus padres. Tras cumplir la mayoría de edad, Grecia se va a vivir a la casa de su tía. Sin embargo, la vida se le hace muy difícil debido al odio que le manifiesta su prima Jorgelina, con quién terminará enfrentándose por el amor de Gustavo. Además de enfrentarse a su prima, Grecia deberá enfrentar a otras enemigas.

## Elenco
- Grecia Colmenares como Grecia.
- Gustavo Bermúdez como Gustavo.
- Elizabeth Killian como Tía de Grecia.
- María Socas como Jorgelina.
- Erika Wallner como Ágata.
- Enrique Liporace como Iván.
- Marcela Ruiz como Carmen.
- Silvia Kutika como Alejandra Salguero.
- María Concepción César como Ada.
- Ignacio Quirós como Licenciado Saporiti.
- Claudio Gallardou como Nicanor.
- Pablo Codevilla como Monchi.
- Floria Bloise
- Claudia Rucci como Mabel.
- Katja Alemann como Claudia Salguero.
- Elvia Andreoli como Lidia.
- Isabel Spagnuolo
- Marcela Martínez

## Cortina musical
El tema de apertura es "Sólo sabe Dios (nuestro desierto)" interpretado por Sergio Denis.
- Apertura de "Grecia" en Youtube